# Moscow Narodny Bank Limited
Moscow Narodny Bank Limited (MNB) (рус. Московский народный банк, МНБ) — банк, учреждённый в 1919 году в Лондоне (Великобритания) советскими организациями для обеспечения внешнеторговой деятельности Советской России.

## История
Банк с российским капиталом появился в Лондоне задолго до установления советской власти в России. До 1917 года в Лондоне действовало отделение Московского народного банка.
В 1919 году ввиду нарушения связей с материнским учреждением, вызванного национализацией в России, было решено защитить право лондонского отделения банка на существование и зарегистрировать его как британское юридическое лицо.
Руководители банка Жан Бубнов и Константин Попов подали заявление на его регистрацию в качестве английской компании с ограниченной ответственностью, которая была зарегистрирована в Лондоне 18 октября 1919 года как компания Англии и Уэльса под номером 159752 с названием Moscow Narodny Bank Limited и акционерным капиталом 250 тысяч фунтов стерлингов. Первоначальный состав акционеров: Московский Народный Банк, Центросоюз, Центральное объединение льноводов, Сельскосоюз и Закупсбыт. Основное назначение банка заключалось в финансировании внешней торговли российских кооперативных организаций с Великобританией и другими странами.
В 1924 году после подписания англо-советского торгового соглашения МНБ был включён в советскую банковскую систему.
Главным акционером банка стал Внешэкономбанк и советские внешнеторговые организации. Это определило уникальный статус банка.
Первоначально банк обслуживал вывоз за границу золота, алмазов, драгоценностей и другого государственного имущества из РСФСР. Впоследствии он начал обслуживать внешнюю торговлю СССР. МНБ приобрёл пакеты акций рижского Транзит-банка, Свенска-банка, Дальневосточного банка в Харбине, «Коммерческого банка для Северной Европы» (Евробанка).
За 1924 год баланс банка вырос в 2,5 раза и составил в конце года 2,4 миллиона фунтов стерлингов, а акционерный капитал увеличился до 500 тысяч. В 1925 году акционерный капитал удвоился и составил 1 миллион фунтов. Такой рост позволил МНБ открыть свои филиалы в Париже в 1925 году и в Берлине 1928 году. В 1926 году было учреждено агентство банка в Нью-Йорке.
В 1932 году МНБ поглощает Банк российской торговли, учрежденный в Лондоне в 1923 году.
Резолюция из протокола заседания совета директоров МНБ от марта 1933 года: «банк покупает 1000 акций харбинского банка „Далбанк“ за 50 тысяч долларов серебром». В 1933 году банк поглотил шанхайское отделение «Дальбанка».
Парижское отделение банка закрывается в 1934 году, берлинское в 1935 году.
К концу 1948 года капитал банка вырос до 15,5 миллионов фунтов (1945 — 1,5 млн фунтов).
В мае 1950 году закрывается шанхайский филиал МНБ.
В 1952 году баланс уменьшился до 6 миллионов фунтов.
В 1959 году возглавлявший в своё время шанхайский филиал Андрей Дубоносов был назначен на руководящую должность в лондонском отделении банка. В период с 1958 по 1960 год количество штатных сотрудников возросло с 40 почти до 100.
С 1960 по 1969 года активы выросли с 55,6 миллионов до 331,9 миллионов фунтов стерлингов, а оплаченная часть акционерного капитала увеличилась за этот период вчетверо и составила 5 миллионов фунтов.
В 1963 году открыт бейрутский филиал банка.
В 1971 году открыто отделение в Сингапуре. С конца 1971 года по конец 1973 года активы банка увеличились с 391,8 до 835,9 миллионов фунтов.

#### Перестройка
В 1975 году начало деятельности московского представительства.
В 1985 году решено закрыть бейрутский филиал.
В августе 1986 года, после погашения выпущенных до 1917 года царских облигаций, МНБ сыграл ведущую роль в обеспечении Советскому Союзу возможности снова получать прямые международные займы.

#### После раздела СССР
В 1991 году Центральный банк России стал владельцем контрольного пакета акций МНБ.
Поддержка со стороны МНБ позволила в мае 1991 года Хелен Шарман стать первым британским космонавтом.
В 1995 году МНБ открывает представительство в Канаде.
В 1995 году МНБ создал в Москве дочерний банк КБ «Моснарбанк» ЗАО, впоследствии объединившийся с ОАО АКБ «Еврофинанс» в Еврофинанс Моснарбанк.
В 1999 году открыто новое представительство в Пекине.
В декабре 2005 года ВТБ выкупает у Банка России Moscow Narodny Bank Limited и на его базе создаётся площадка для развития инвестиционного бизнеса группы ВТБ.
В 2006 году Moscow Narodny Bank Limited был переименован в VTB Bank Europe Plc, позднее в VTB Capital Plc, войдя в инвестиционный бизнес группы ВТБ.
Здание в центре Лондона, в котором с 1924 года находился являвшийся основным в группе советских загранбанков Moscow Narodny Bank, в 2010 году было продано китайскому банку ICBC.